# 이이기
이이기(1997년 6월 26일 ~ )는 대한민국의 전직 축구 선수이자 현 축구 지도자로 과거 수원 삼성 블루윙즈와 양주시민축구단에서 골키퍼로 활동했으며 현재 부천 중동 FC U-18팀의 코치를 맡고 있다.

## 어린 시절
매탄고등학교 시절 2013년 백운기 전국 고등학교 축구 대회 골키퍼상과 베스트 영플레이어상을 수상했고 수원대학교 재학 시절이던 2018년에는 아시아 대학 축구 선발팀에 발탁되기도 했다.
그리고 2019 시즌 무렵 수원 삼성 블루윙즈의 입단 제의가 들어오기도 했지만 당시 수원대학교에는 골키퍼가 본인 밖에 없었기에 프로행이 불발되었다.

## 선수 시절
2020 시즌을 앞두고 수원 삼성 블루윙즈에 신인 선수로 입단했지만 1군 무대는 밟지도 못한 채 1년을 채 넘기지 않은 시점에서 방출당했다.
그 후 2021 시즌을 앞두고 K3리그의 양주시민축구단에 입단했지만 마찬가지로 단 1경기도 출전하지 못한 채 결국 단 2시즌만에 선수 생활을 그만두었다.

## 지도자 경력
선수 은퇴 후 2022년부터 부천 중동 FC U-18팀의 코치로서 본격적인 지도자 커리어를 시작했다.